# Raymond Bussières

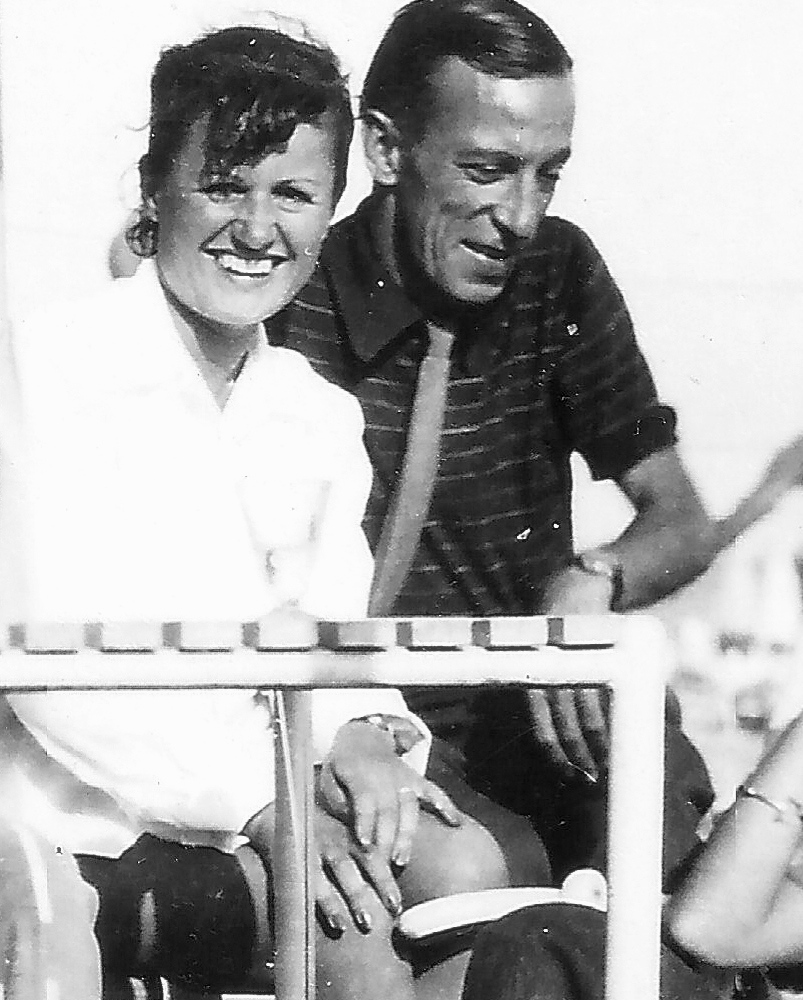
Raymond Bussières und Annette Poivre

Raymond Bussières (* 3. November 1907 in Ivry-la-Bataille; † 29. April 1982 in Paris) war ein französischer Schauspieler.

## Leben
Bussières blieb seinem erlernten Beruf als topographischer Zeichner noch einige Jahre treu, während denen er nebenher auch als Schauspieler auftrat, zunächst auf der Bühne und ab 1933 auch im Kino. Bussières erwarb sich auch ohne Hauptrollen hohe Popularität in Filmen verschiedener Genres. Erste Erfahrungen hatte er auf der Cabaretbühne gesammelt; mit Beginn der 1940er Jahre wurde er zu einer festen Größe unter den Charakterdarstellern seines Heimatlandes, gelegentlich auch internationalen Films; dabei war er oft ein vom Glück wenig begünstigter einfacher Mann, Arbeiter oder Pariser Kleinbürger. Bis zu seinem Tod 1982 umfasst seine Filmografie über 160 Titel. Gelegentlich schrieb Bussières auch Drehbücher; zwei Mal war er als Produzent aktiv.

## Filmografie (Auswahl)
- 1941: Der Mörder wohnt Nr. 21 (L’assassin habite au 21)
- 1946: Der unbekannte Sänger (Le chanteur inconnu)
- 1946: Pforten der Nacht (Les portes de la nuit)
- 1947: Unter falschem Verdacht (Quai des Orfèvres)
- 1948: Das Geheimnis der fünf roten Tulpen (Cinq tulipes rouges)
- 1948: Die Guillotine ist weg (La veuve et l’innocent)
- 1950: Der Vagabund von Paris (Ma pomme)
- 1950: Ein Lächeln im Sturm (Un sourire dans la tempête)
- 1950: Schwurgericht (Justice est faite)
- 1951: Fünf Mädchen und ein Mann (A Tale of Five Cities)
- 1951: Goldhelm (Casque d’or)
- 1952: Die Schönen der Nacht (Les belles de nuit)
- 1952: Colette tanzt für Paris (La danseuse nue)
- 1952: Unter den Lichtern von Paris (La torunée des grands-ducs)
- 1954: Das ist Pariser Leben (C’est la vie parisienne)
- 1955: Pariser Luft (Cette sacrée gamine)
- 1956: Die Mausefalle (Porte des Lilas)
- 1956: Großvater Automobil (Děděcek Automobil)
- 1957: Die Abenteuer des kleinen Remi (Sans famille)
- 1957: Ein gewisser Monsieur Jo (Un certain Monsieur Jo)
- 1958: Wenn Louis eine Reise tut (Taxi, roulotte et corrida)
- 1958: Die Schenke der Verlockung (Guinguette)
- 1959: Monsieur Dupont (Quai du point-du-jour)
- 1961: Aladins Abenteuer (Le meraviglie di Aladino)
- 1961: Vergewaltigt in Ketten (A cavallo della tigre)
- 1962: Zusammen in Paris (Paris when it sizzles)
- 1965: Der Tag danach (Up From the Beach)
- 1968: Ho! Die Nummer eins bin ich (Ho!)
- 1971: I quattro pistoleri di Santa Trinità
- 1972: Beichtet Freunde, Halleluja kommt (Il West ti va stretto, amico… è arrivato Alleluja)
- 1973: Der Mann, der sich das Rauchen abgewöhnte (Mannen som slutade röka)
- 1974: Der Mann ohne Gesicht (L’homme sans visage)
- 1974: Mit Rose und Revolver (Les Brigades du Tigre, Fernsehserie, 1 Folge)
- 1976: Brust oder Keule (L’aile ou la cuisse)
- 1976: Jonas, der im Jahr 2000 25 Jahre alt sein wird (Jonas qui aura 25 ans en l'an 2000)
- 1977: Das letzte Melodram (Le dernier mélodrame)
- 1978: Der Sanfte mit den schnellen Beinen (La carapate)
- 1980: Glückwunsch … mal wieder sitzengeblieben (Les sous-doués)
- 1982: Nina (Invitation au voyage)